# 283
| 283                |
| ------------------ |
| Dødsfald - Fødsler |
|                    |

| Gregoriansk kalender | 283 CCLXXXIII           |
| Ab urbe condita      | 1036                    |
| Armensk kalender     | I/T                     |
| Kinesiske kalender   | 2979 – 2980 壬寅 – 癸卯 |
| Etiopisk kalender    | 275 – 276               |
| Jødisk kalender      | 4043 – 4044             |
| Hindukalendere       |                         |
| - Vikram Samvat      | 338 – 339               |
| - Shaka Samvat       | 205 – 206               |
| - Kali Yuga          | 3384 – 3385             |
| Iransk kalender      | 339 BP – 338 BP         |
| Islamisk kalender    | 350 BH – 349 BH         |

Se også 283 (tal)